# لیوکور
لیوکور (به فرانسوی: Liocourt) یک کمون در فرانسه است که در Canton of Delme واقع شده‌است.

## خصوصیات
لیوکور ۳٫۱۷ کیلومترمربع مساحت و ۱۲۶ نفر جمعیت دارد و ۲۹۰ متر بالاتر از سطح دریا واقع شده‌است.